# Melanomma juniperinum
Melanomma juniperinum är en lavart som först beskrevs av Petter Adolf Karsten, och fick sitt nu gällande namn av Pier Andrea Saccardo. Melanomma juniperinum ingår i släktet Melanomma, och familjen Melanommataceae. Arten är reproducerande i Sverige.